# Талды-Булак (Башкортостан)
Талды-Булак (баш. Талдыболаҡ) — деревня в Ермекеевском районе Республики Башкортостан Российской Федерации. Входит в состав Восьмомартовского сельсовета.

## География

### Географическое положение
Расстояние до:
- районного центра (Ермекеево): 50 км,
- центра сельсовета (Село имени 8 Марта): 18 км.

## Население
| 2002 | 2009 | 2010 |
| ---- | ---- | ---- |
| 47   | ↘46  | ↘44  |

Национальный состав
Согласно переписи 2002 года, преобладающие национальности — русские (62 %), башкиры (26 %).